# Varennes-Saint-Honorat
Varennes-Saint-Honorat är en kommun i departementet Haute-Loire i regionen Auvergne-Rhône-Alpes i centrala Frankrike. Kommunen ligger i kantonen Allègre som tillhör arrondissementet Le Puy-en-Velay. År 2022 hade Varennes-Saint-Honorat 26 invånare.

## Befolkningsutveckling
Antalet invånare i kommunen Varennes-Saint-Honorat
| Referens: INSEE |